# Saison 1 de Bones
Chronologie
Saison 2
Cet article présente les vingt-deux épisodes de la première saison de la série télévisée américaine Bones.

## Synopsis
Une experte en anthropologie, Temperance Brennan, et son équipe à l'institut Jefferson (une allusion au Smithsonian Institution) est appelée à travailler en collaboration avec le FBI dans le cadre d'enquêtes criminelles, lorsque les méthodes classiques d'identification des corps ont échoué. Temperance travaille à partir des squelettes (d'où son surnom éponyme de la série : Bones, qui signifie « ossements », en anglais).
Celle-ci est épaulée par un agent du FBI, Seeley Booth, avec lequel elle entretient des rapports tantôt conflictuels, tantôt complices voire plus. Elle s'appuie également sur son équipe de scientifiques : Angela Monténégro, sa meilleure amie, qui a inventé un logiciel pour reconstituer une scène de crime en images tridimensionnelles ; le Dr Jack Hodgins, expert en insectes, spores et minéraux ainsi que de son assistant, Zack Addy, jeune surdoué.

## Distribution

### Acteurs principaux
- Emily Deschanel (VF : Louise Lemoine Torrès) : Dr Temperance « Bones » Brennan
- David Boreanaz (VF : Patrick Borg) : agent spécial Seeley Joseph Booth
- Michaela Conlin (VF : Chantal Baroin) : Angela Montenegro
- T.J. Thyne (VF : Thierry Kazazian) : Dr Jack Hodgins
- Eric Millegan (VF : Taric Mehani) : Dr Zack Addy
- Jonathan Adams (VF : Thierry Desroses) : Dr Daniel Goodman

### Acteurs récurrents
- Anne Dudek : Tessa Jankow (2 épisodes)
- Patricia Belcher (VF : Claudine Mauffray) : Caroline Julian (1 épisode)
- Ty Panitz : Parker Booth (1 épisode)
- Loren Dean (VF : Stéphane Pouplard) : Russ Brennan (1 épisode)

### Invités
- Billy Gibbons (VF : Thierry Buisson) : il apparaît en interprétant son propre rôle. C'est le père d'Angela Monténégro. (épisode 9)
- Sam Trammell : Ken Thompson (épisode 1)
- Bonita Friedericy : Sharon Eller (épisode 1)
- Marlene Forte : Ambassadrice Olivos (épisode 3)
- K. D. Aubert : Toni (épisode 4)
- Laz Alonso : George Warren (épisode 6)
- Morris Chestnut : Agent Oakes (épisode 6)
- Bokeem Woodbine : Randall Hall (épisode 6)
- Rachelle Lefèvre : Amy Morton (épisode 7)
- Josh Hopkins : Michael Stires (épisode 8)
- Alicia Coppola : Joy Deaver (épisode 8)
- Leonard Roberts : Andrew Levitt (épisode 8)
- Claire Coffee : Tricia Finn (épisode 10)
- Penny Marshall : elle-même (épisode 10)
- Harry Groener : Henry Atlas (épisode 10)
- Jaime Ray Newman : Stacy Goodyear (épisode 11)
- Aaron Paul : Stew Ellis (épisode 12)
- Jose Pablo Cantillo : Jose Vargas (épisode 13)
- Adam Baldwin : Jamie Kenton (épisode 15)
- David Denman : Phil Garfield (épisode 16)
- Robert Foxworth : Branson Rose (épisode 18)
- Giancarlo Esposito : Richard Benoit (épisode 19)
- Aldis Hodge : Jimmy Merton (épisode 21)

## Liste des épisodes
1. La vérité n'a pas de prix
2. Faux Frère
3. Un homme bien
4. Dans la peau de l'ours
5. Innocence perdue
6. La Momie
7. L'Ombre d'un doute
8. Jeux dangereux
9. Joyeux Noël !
10. Beauté fatale
11. Témoin gênant
12. Citizen 14
13. Le Poids d'une promesse
14. En quête de preuves
15. Pris pour cible
16. Chasse au trésor
17. Face au désert
18. La Malédiction du pirate
19. La Secte rouge
20. Os troubles
21. Morts au combat
22. Passé composé

### Épisode 1:La vérité n'a pas de prix
- États-Unis /  Canada : 13 septembre 2005 sur FOX / Global[1]
- France : 19 janvier 2007 sur M6
- Québec : 4 septembre 2007 sur Séries+

- États-Unis : 10,79 millions de téléspectateurs[2] (première diffusion)

- Chris Conner (Oliver Laurier)
- Dominic Fumusa (Peter St. James)
- Larry Poindexter (Sen. Bethlehem)
- Sam Trammell (Ken Thompson)
- Tyrees Allen (Ted Eller)
- Bonita Friedericy (Sharon Eller)
- Katherine Ann McGregor (Mrs. Bethlehem)
- John Sterling Carter (FBI Director)
- Naja Hill (Cleo Eller)
- Charles Janasz (Reverend)
- Damian T. Raven (Uniformed Security)
- Dave Roberson (Homeland Security)
- Yun Choi (FBI Agent #1)
- Jeff Witzke (FBI Agent #2)
- Marilyn Sue Perry (Customs Agent)
- Billy Briggs (Airport Clerk)

Rencontre électrique entre Booth et "Bones". Temperance ne veut pas travailler pour le FBI sauf si elle peut participer à l’enquête. L'anthropologue écrit des livres, est orpheline et obsédée par son travail. 

### Épisode 2:Faux Frère
- États-Unis : 20 septembre 2005 sur FOX
- France : 19 janvier 2007 sur M6
- Québec : 11 septembre 2007 sur Séries+

- États-Unis : 7,39 millions de téléspectateurs[3] (première diffusion)

- José Zúñiga (Mickey Santana)
- Dave Roberson (Bennett Gibson)
- Nicholas Massouh (Farid Masruk)
- Bahar Soomekh (Sahar Masruk)
- Anne Dudek (Tessa Jankow)
- Federico Dordei (Ali Ladjavardi)
- Tracy Howe (Officer)
- Said Faraj (Hamid Masruk)

### Épisode 3:Un homme bien
- États-Unis : 27 septembre 2005 sur FOX
- France : 19 janvier 2007 sur M6
- Québec : 18 septembre 2007 sur Séries+

- États-Unis : 7,87 millions de téléspectateurs[4] (première diffusion)

- Jose Zuniga (Santana)
- Heavy D (Shapiro)
- Bryan Fox (Guard)
- Patrice Quinn (Sheriff Roach)
- Mark Totty (Sanders)
- Tom Dugan (Headmaster Ronson)
- Marlene Forte (Ambassador Olivos)
- Carlos Cervantes (Oraldo)
- Samual Carman (Nestor)
- Toby Hemingway (Tucker Pattison)
- Tom Schmid (Mr. Pattison)
- Kristin Carey (Mrs. Pattison)
- Mandy June Turpin (Dawn St. James)
- Chris Conner (Oliver Laurier)

### Épisode 4:Dans la peau de l'ours
- États-Unis : 1er novembre 2005 sur FOX
- France : 26 janvier 2007 sur M6
- Québec : 25 septembre 2007 sur Séries+

- États-Unis : 7,99 millions de téléspectateurs[5] (première diffusion)

- Steve Reevis (Ranger Sherman Rivers)
- Marguerite MacIntyre (Dr Denise Randall)
- Alex Carter (Dr Andrew Rigby)
- Tom Kiesche (Sheriff Chris Scutter)
- Rusty Joiner (Charlie)
- K.D. Aubert (Toni)
- Chris Schuette (Lab Worker)

### Épisode 5:Innocence perdue
- États-Unis : 8 novembre 2005 sur FOX
- France : 26 janvier 2007 sur M6
- Québec : 2 octobre 2007 sur Séries+

- États-Unis : 6,86 millions de téléspectateurs[6] (première diffusion)

- Tiffany O'Hara (Student #1)
- Ryan Churchill (Student #2)
- Paul Parducci (Capt. Kyle Henning)
- Kathleen M. Darcy (Ellie Nelson)
- Natacha Roi (Margaret Sanders)
- Max Roeg (Skyler Nelson)
- Evan Ellingson (David Cook)
- Paul Butcher (Shawn Cook)
- Kirsten Severson (Lab Worker)
- Michelle Anne Johnson (Sara Johnston)
- John Sanchez (Child Advocate)

### Épisode 6:La Momie
- États-Unis : 15 novembre 2005 sur FOX
- France : 26 janvier 2007 sur M6
- Québec : 9 octobre 2007 sur Séries+

- États-Unis : 8,84 millions de téléspectateurs[7] (première diffusion)

- Morris Chestnut (Agent Oakes)
- Bokeem Woodbine (Randall Hall)
- Anne Dudek (Tessa Jankow)
- Charles Duckworth (Rulz)
- John Sterling Carter (Special Agent Furst)
- Laz Alonso (George Warren)
- Kathy Byron (Maggie Magrefor)
- P.J. Marino (FBI Forensic Guy)

### Épisode 7:L'Ombre d'un doute
- États-Unis : 22 novembre 2005 sur FOX
- France : 2 février 2007 sur M6
- Québec : 16 octobre 2007 sur Séries+

- États-Unis : 7,25 millions de téléspectateurs[8] (première diffusion)

- John M. Jackson (Deputy Cullen)
- Heavy D (Sid Shapiro)
- Heath Freeman (Howard Epps)
- Rachelle Lefèvre (Avocate Amy Morton)
- Marcus Ashley (Troy Pruit)
- Dan Gilvezan (Ken Wright)
- Terri Cavanaugh (Mary Wright)
- Edward Edwards (David Ross)
- Gabe Cohen (Buck Harmon)
- Michael Rothhaar (Juge Cohen)
- Michael Mantell (Larry Carlyle)
- Price Carson (Prison Guard)
- Ivan Davila (Agent #1)
- Sarayu Rao (TV Reporter)

### Épisode 8:Jeux dangereux
- États-Unis : 29 novembre 2005 sur FOX
- France : 9 février 2007 sur M6
- Québec : 23 octobre 2007 sur Séries+

- États-Unis : 7,64 millions de téléspectateurs[9] (première diffusion)

- Josh Hopkins (Michael Stires)
- Keith Sellon-Wright (Brian Schilling)
- Kate McNeil (Audrey Schilling)
- Rachel Miner (Mary Costello)
- Ross McCall (Scott Costello)
- Matt Ross (Neil Meredith)
- Alicia Coppola (Joy Deaver)
- Leonard Roberts (Andrew Levitt)
- Patti Yasutake (Federal Judge Lang)
- Lou Richards (Dr Barragan)

### Épisode 9:Joyeux Noël!
- États-Unis /  Canada : 13 décembre 2005 sur FOX / Global
- France : 16 février 2007 sur M6
- Québec : 30 octobre 2007 sur Séries+

- États-Unis : 7,12 millions de téléspectateurs[10] (première diffusion)
- Canada : 1,085 million de téléspectateurs[11]

- Heavy D (Sid Shapiro)
- Jim Ortlieb (Hal)
- Margaret Avery (Ivy Gillespie)
- Christina Copeland (Lisa Pearce)
- Ty Panitz (Parker Booth)
- Bob Bouchard (Mr. Addy)
- Billy Gibbons (le père d'Angela)

### Épisode 10:Beauté fatale
- États-Unis /  Canada : 25 janvier 2006 sur FOX / Global
- France : 23 février 2007 sur M6
- Québec : 6 novembre 2007 sur Séries+

- États-Unis : 11,37 millions de téléspectateurs[12] (première diffusion)
- Canada : 909 000 téléspectateurs[13]

- Penny Marshall (elle-même)
- Jann Carl (elle-même)
- Claire Coffee (Special Agent Tricia Finn)
- Michael B. Silver (Dr  Anton Kostov)
- Melissa Lee (Receptionist)
- Natalija Nogulich (Ivana Bardu)
- Marika Dominczyk (Leslie Snow)
- DJ Lockhart-Johnson (Hotel Security Guard)
- Adam Grimes (Nick Harrison)
- Harry Groener (Dr Henry Atlas)
- McNally Sagal (Martina Sikes)

### Épisode 11:Témoin gênant
- États-Unis : 1er février 2006 sur FOX
- France : 6 avril 2007 sur M6
- Québec : 13 novembre 2007 sur Séries+

- États-Unis : 12,64 millions de téléspectateurs[14] (première diffusion)

- John M. Jackson (Sam Cullen, le directeur adjoint du FBI)
- Željko Ivanek (Carl Decker)
- Jake Cherry (Donovan Decker)
- Marc Jablon (Asst. U.S. Attorney Weeks)
- Suzanne Cryer (Agent Pickering)
- Jaime Ray Newman (Stacy Goodyear)
- Sarah Ann Schultz (Maria Semov)
- Lawrence Pressman (Trent Seward)
- Alexa Fischer (Sharon Pomeroy)
- Ben Parrillo (Special Agent Stone)

### Épisode 12:Citizen 14
- États-Unis : 8 février 2006 sur FOX
- France : 2 mars 2007 sur M6
- Québec : 20 novembre 2007 sur Séries+

- États-Unis : 11,91 millions de téléspectateurs[15] (première diffusion)

- Judith Hoag (Helen Granger)
- Ivar Brogger (John Kelton)
- Aaron Paul (Stew Ellis)
- Adriana Demeo (Abigail Zealey)
- Josh Keaton (Yasutani the Terrible)
- Michael Dunn (Citizen 14)
- Finneus Egan (Swipe)
- John Mese (Ted McGruder)
- Sarah Aldrich (Lucy McGruder)
- John M. Jackson (Sam Cullen, le directeur adjoint du FBI)
- Suzette Craft (Kelly Meira)

### Épisode 13:Le Poids d'une promesse
- États-Unis : 15 février 2006 sur FOX
- France : 9 mars 2007 sur M6
- Québec : 27 novembre 2007 sur Séries+

- États-Unis : 11,87 millions de téléspectateurs[16] (première diffusion)

- Michael Cavanaugh (Sen. Alan Corman)
- Dey Young (Kate Corman)
- Matt Barr (Logan Corman)
- Mike Gomez (Hector Alvaredo)
- Robert Lasardo (Miguel Villeda)
- Adam Lieberman (FBI Agent)
- Jose Pablo Cantillo (Jose Vargas)
- Annette M. Lesure (Rosa)
- Charles Carpenter (D.C. cop)
- Susan Leslie (Dr Melissa Sands)
- Emilio Rivera (Ramon Ortez)
- Dennis Cockrum (Neil Clayton)
- Edward Padilla (Priest)

### Épisode 14:En quête de preuves
- États-Unis : 8 mars 2006 sur FOX
- France : 16 mars 2007 sur M6
- Québec : 4 décembre 2007 sur Séries+

- États-Unis : 11,82 millions de téléspectateurs[17] (première diffusion)

- Shashawnee Hall (Ian Dyson)
- Michael E. Rodgers (Jesse Kane)
- Christina Chambers (Karen Anderson)
- Marc Raducci (Eddie)
- Michael Bowen (Ray Sparks)
- Dana Cuomo (Female Tech #1)
- Roderick L. McCarthy (Security Guard)

### Épisode 15:Pris pour cible
- États-Unis : 15 mars 2006 sur FOX
- France : 6 avril 2007 sur M6
- Québec : 11 décembre 2007 sur Séries+

- États-Unis : 12,07 millions de téléspectateurs[18] (première diffusion)

- Adam Baldwin (Agent spécial Jamie Kenton)
- Greg Ellis (Kevin Hollings)
- Coby Ryan McLaughlin (David Simmons)
- Ron Marasco (Lewis Slater)
- Adam Lieberman (Agent Sanders)

### Épisode 16:Chasse au trésor
- États-Unis : 22 mars 2006 sur FOX
- France : 23 mars 2007 sur M6
- Québec : 18 décembre 2007 sur Séries+

- États-Unis : 11,14 millions de téléspectateurs[19] (première diffusion)

- Glenn Plummer (Harold Overmeyer)
- David Denman (Phil Garfield)
- Fay Wolf (Marni Hunter)
- Mary Mara (Helen Bronson)
- Ryan Alosio (Duke Daillel)
- Brian Gross (Kyle Montrose)
- Keith Pillow (Michael Preston)
- Matt Huhn (Cop)

### Épisode 17:Face au désert
- États-Unis : 29 mars 2006 sur FOX
- France : 30 mars 2007 sur M6
- Québec : 8 janvier 2008 sur Séries+

- États-Unis : 11,24 millions de téléspectateurs[20] (première diffusion)

- James Parks (Sheriff Dawes)
- Kalani Queypo (Alex Joseph)
- Clayton Rohner (Wayne Kellogg)
- Mercedes Colon (Professor Inez)
- Brent Briscoe (Larry Stansfield)

### Épisode 18:La Malédiction du pirate
- États-Unis : 5 avril 2006 sur FOX
- France : 6 avril 2007 sur M6
- Québec : 15 janvier 2008 sur Séries+

- États-Unis : 10,14 millions de téléspectateurs[21] (première diffusion)

- John M. Jackson (Sam Cullen, le directeur adjoint du FBI)
- Cullen Douglas (Harry Tepper)
- Robert Foxworth (Branson Rose)
- Fredric Lane (Giles Hardewicke)
- Rodney Rowland (Dane McGinnis)
- Teddy Lane Jr. (Deputy)
- Brian D. Johnson (Worker)
- David Wells (Harley Frankel)
- Chris Payne Gilbert (Eric Hughes)
- Harris Shore (Anthony Kendall)
- Lindsey Stodart (Katie Ney)
- Michael Chieffo (Mayor Frank Ney)

### Épisode 19:La Secte rouge
- États-Unis /  Canada : 19 avril 2006 sur FOX / Global
- France : 13 avril 2007 sur M6
- Québec : 22 janvier 2008 sur Séries+

- États-Unis : 10,28 millions de téléspectateurs[22] (première diffusion)
- Canada : 975 000 téléspectateurs[23]

- Kevin Rankin (Mike Doyle)
- Colby Donaldson (Dr Graham Leger)
- Michelle Hurd (Lieutenant Rose Harding)
- Judd Trichter (Dr Ryan Halloway)
- Victor Togunde (James Embry)
- Scott Lawrence (Sam Potter)
- Tom McLeister (Peter LaSalle)
- Giancarlo Esposito (Richard Benoit)
- Patricia Belcher (Caroline Julian)

### Épisode 20:Os troubles
- États-Unis : 26 avril 2006 sur FOX
- France : 13 avril 2007 sur M6
- Québec : 29 janvier 2008 sur Séries+

- États-Unis : 10,33 millions de téléspectateurs[24] (première diffusion)

- John M. Jackson (Sam Cullen, le directeur adjoint du FBI)
- Alexandra Krosney (Amy Cullen)
- Kathleen Mary Carthy (Julia Cullen)
- Paul Keeley (Dr Ken Ralston)
- Mark Harelik (Dr Peter Ogden)
- Sumalee Montano (Alexandra Combs)
- Katie Mitchell (Maddie Hastings)
- Matt Winston (Nick Martin)
- Kendra Johnson (Doctor)

### Épisode 21:Morts au combat
- États-Unis : 10 mai 2006 sur FOX
- France : 13 avril 2007 sur M6
- Québec : 5 février 2008 sur Séries+

- États-Unis : 9,5 millions de téléspectateurs[25] (première diffusion)

- Adam Lieberman (FBI Agent)
- Cyd Strittmatter (Tina Kent)
- Eddie Allen (Bradley Kent)
- Monnae Michaell (Regina Marshall)
- Jasmine McNeal (Kiara Marshall)
- Aldis Hodge (Jimmy Merton)
- Erica Tazel (Karen Merton)
- Mitch Longley (Hank Lutrell)
- Matt Battaglia (Captain William Fuller)
- Stacy Hogue (Private Jody Campbell)
- Kirk B.R. Woller (Peter Lefferts)
- Rick Fitts (Col. Phillip Seymour Shore)

### Épisode 22:Passé composé
- États-Unis : 17 mai 2006 sur FOX
- France : 20 avril 2007 sur M6
- Québec : 12 février 2008 sur Séries+

- États-Unis : 9,07 millions de téléspectateurs[26] (première diffusion)

- Loren Dean (Russ Brennan)
- Coby Ryan McLaughlin (David Simmons)
- Ewan Chung (CSI Technician)
- Dee Wallace (Special Agent Callie Warner)
- Pat Skipper (Vince McVicar)
- Bob Rusch (Carnival Owner)

Continuant d’identifier des inconnus, Bones tombe avec stupeur sur les restes de sa mère. Soudain, le voile se lève sur le mystère de la mort de ses parents mais de nombreuses incohérences contredisent les découvertes de son équipe. L’ouverture de l’enquête devenant officielle, Booth contacte le frère que Bones n’a pas revu depuis des années, Russ Brennan, pour découvrir la vérité.

## Réception critique
La première saison de Bones a reçu des critiques mitigées de la presse américaine : le site Metacritic donne une note moyenne de 55 sur 100, évaluée sur 29 critiques ; en revanche, les critiques des spectateurs donnent une note moyenne de 7,2 sur 10.